# خصوصی‌سازی آب

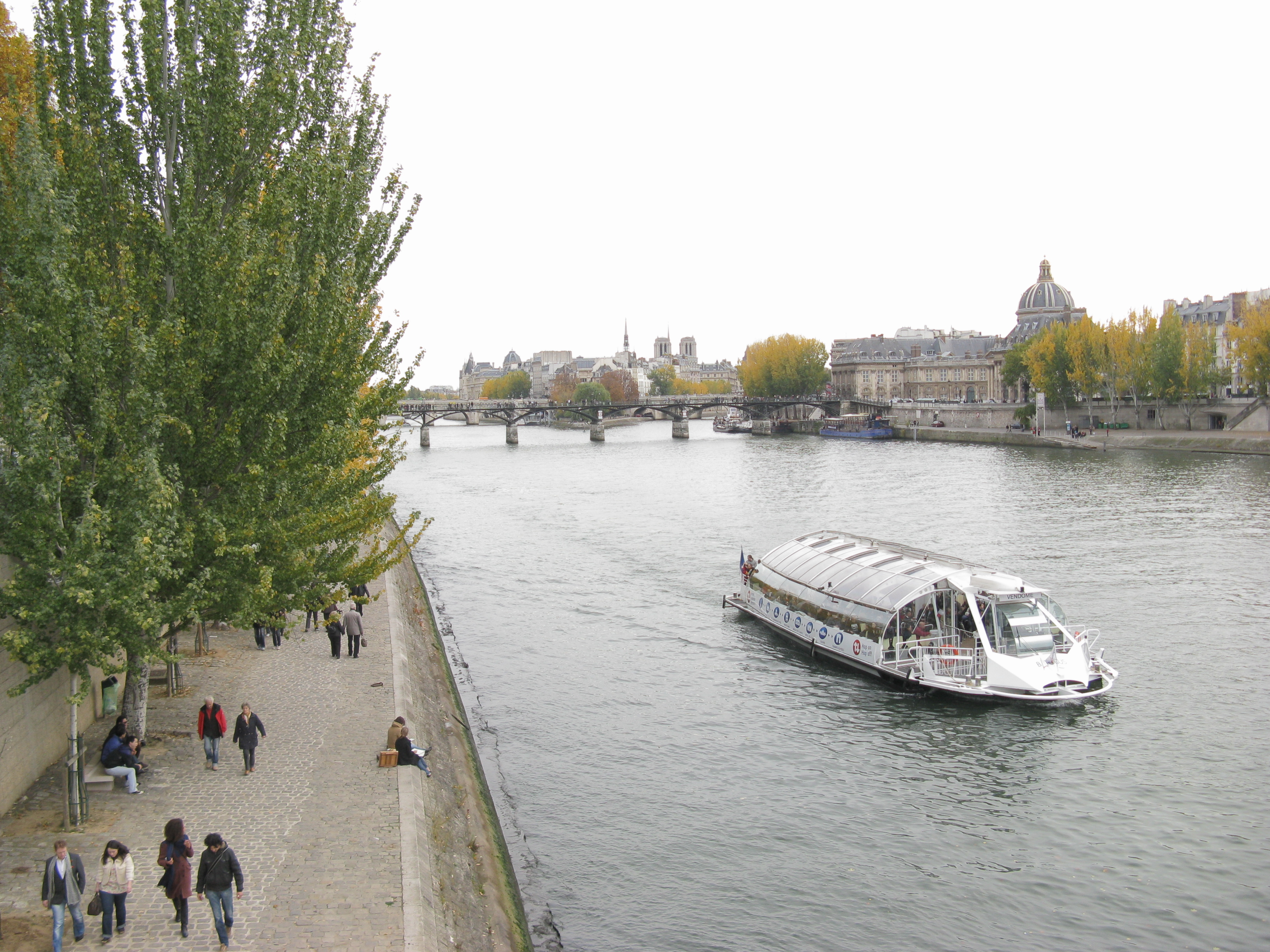
تأمین آب پاریس توسط دو شرکت خصوصی از سال ۱۹۸۵ تا ۲۰۱۰ اداره می‌شد که هر کدام نیمی از شهر را خدمت‌رسانی می‌کردند.

خصوصی‌سازی آب (به انگلیسی: Water privatization) مختص مشارکت بخش خصوصی در ارائه خدمات آب و فاضلاب است. خصوصی‌سازی آب دارای پیشینهٔ متغیری است که در آن محبوبیت و مطلوبیت آن در بازار و سیاست در نوسان بوده‌است. یکی از شکل‌های رایج خصوصی‌سازی، مشارکت عمومی-خصوصی (PPPs) است. مشارکت عمومی-خصوصی‌ها ترکیب بین مالکیت عمومی و خصوصی و/یا مدیریت منابع و زیرساخت‌های آب و فاضلاب را امکان‌پذیر می‌کند. خصوصی‌سازی، همان‌طور که طرفداران آن استدلال می‌کنند، ممکن است نه تنها کارایی و کیفیت خدمات را افزایش دهد، بلکه مزایای مالی را نیز افزایش دهد. شکل‌های مختلفی از مقررات برای سیستم‌های خصوصی‌سازی کنونی وجود دارد.
گزارش بانک جهانی نمونه‌های زیر از مشارکت‌های دولتی و خصوصی موفق در کشورهای در حال توسعه را فهرست می‌کند: خصوصی‌سازی کامل در شیلی. شرکت‌های ترکیبی در کلمبیا؛ امتیازات در گوایاکیل در اکوادور، برزیل، آرژانتین، مانیل شرقی در فیلیپین، مراکش و گابون؛ و قراردادهای اجاره در ساحل عاج، سنگال، و ایروان در ارمنستان.

## شکل‌های مقررات

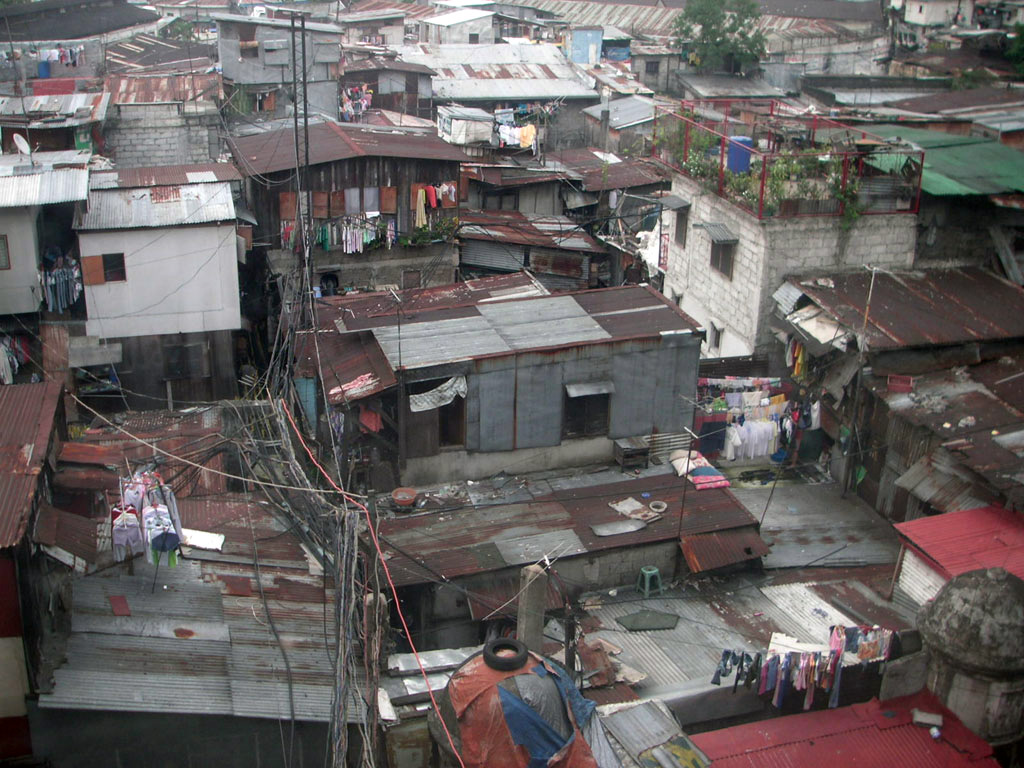
شرکت‌های خصوصی تامین‌کننده آب در مانیل، دسترسی به منابع آب را برای نیازمندان ساکن در محله‌های فقیرنشین گسترش داده‌اند.

| نوع نهاد مسئول مقررات تأمین‌کنندگان آب خصوصی                            | نمونه‌ها |
| ---------------------------------------------------------------------- | --- |
| شهرداری یا انجمنی از شهرداری‌های کوچک‌تر                                 | فرانسه و اسپانیا |
| نهاد تخصصی در سطح شهر برای تنظیم یک قرارداد واحد تشکیل‌شده              | گوایاکیل، اکوادور؛ سن پدرو سولا، هندوراس؛ جاکارتا، اندونزی (با مقداری کنترل توسط دولت ملی در مورد دوم)؛ مانیل، فیلیپین؛ در گذشته در بوئنوس آیرس، آرژانتین |
| آژانس نظارتی تخصصی در سطح فراشهری زیرملی                               | کمیسیون‌های خدمات عمومی در ایالت‌های ایالات متحده؛ برخی از ایالت‌های برزیل                                                                                   |
| آژانس نظارتی تخصصی که به‌طور دائم بر اساس قانون در سطح کشور ایجاد می‌شود | OFWAT در انگلستان؛ اداره آب SISS در شیلی. کمیسیون تنظیم مقررات آب در کلمبیا                                                                               |
| واحد تخصصی در وزارتخانه‌ای که به‌طور موقت با حکمی ایجاد می‌شود            | وزارت آب در اردن |
| بخش وزارتی                                                             | وزارت کشور در مراکش |